# Bloatware
Bloatware (od ang. software bloat) – negatywne określenie oprogramowania charakteryzującego się nadmierną zasobożernością w stosunku do swoich możliwości. Często program taki działa wolniej na komputerze o większej mocy obliczeniowej niż jego starsze odpowiedniki na sprzęcie mniej wydajnym, oferując jednocześnie porównywalne możliwości.
Tendencja do tworzenia takich programów pojawiła się na skutek lawinowego wzrostu liczby i jakości komputerów osobistych pod koniec XX wieku. Związany z tym był spadek kosztów sprzętu, relatywnie duży koszt pracy programistów i wzrost popytu.
Bloatware jest też zwyczajowym określeniem na każde oprogramowanie preinstalowane na nowych komputerach przez sprzedawców i departamenty IT, którego użytkownik komputera nie potrzebuje - oprogramowanie takie jedynie zużywa zasoby komputera, nie wnosząc żadnej szczególnej wartości dla użytkownika końcowego.